# Zorzines falciformis
Zorzines falciformis är en fjärilsart som beskrevs av Inoue 1993. Zorzines falciformis ingår i släktet Zorzines och familjen nattflyn. Inga underarter finns listade i Catalogue of Life.